# John Ralston Saul
John Ralston Saul (ur. 19 czerwca 1947 w Ottawie) – kanadyjski pisarz, filozof i ekonomista, prezes PEN Clubu, przez „The New York Times” nazwany „filozofem politologów”. Autor powieści i książek krytycznych.
Jako eseista, Saul jest szczególnie znany ze swoich komentarzy na temat natury indywidualizmu, obywatelstwa i publicznego dobra; słabości społeczeństw kierowanych przez menadżerów lub technokratów; niezrozumienia różnic pomiędzy przywództwem i menedżeryzmem; strategii wojskowej, szczególnie niekonwencjonalnej wojny; roli wolności słowa i kultury; i z jego krytyki współczesnych poglądów ekonomicznych.

## Życiorys
Urodzony w Ottawie, w Kanadzie, Saul studiował na uniwersytecie McGill w Montrealu i w King’s College w Londynie, gdzie w 1972 roku otrzymał doktorat za pracę na temat modernizacji Francji w czasach Charles de Gaulle’a. Następnie pracował przy tworzeniu narodowej spółki naftowej Petro-Canada w 1976 roku, jako asystent jej pierwszego prezesa, Maurice F. Strong, a w 1977 roku opublikował swoją pierwszą powieść The Birds of Prey (Drapieżne Ptaki). W późnych latach 70. i 80. często przebywał w Afryce Północnej i Azji Południowo-Wschodniej, wędrując z wojskami partyzantów. Z tych czasów pochodzą jego powieści, The Field Trilogy (Trylogia Fielda). To właśnie podczas tych długich pobytów w Afryce Północno-Zachodniej i Azji Południowo-Wschodniej był świadkiem tłumienia przez władze wolności słowa, opresji skierowanej przeciwko jego kolegom po piórze. To doświadczenie spowodowało, że zainteresował się działalnością PEN Clubu. W 2009 roku został wybrany na prezesa PEN Clubu, jako jedynie drugi, po Arthur Miller, północnoamerykański pisarz piastujący tę pozycję od momentu utworzenia tej organizacji w 1921 roku.

## Jako powieściopisarz
Jego powieść polityczna Birds of Prey, umiejscowiona w gaullistowskiej Francji, została międzynarodowym bestsellerem. Saul opublikował następnie The Field Trilogy, zajmującą się kryzysem współczesnej władzy i jej konfliktem z jednostką. Trylogia obejmuje Baraka or The Lives, Fortunes and Sacred Honor of Anthony Smith, The Next Best Thing i The Paradise Eater, powieść, która zdobyła nagrodę Premio Internazionale Letterario we Włoszech. De Si Bons Americains jest pikarejską, szelmowską powieścią, w której Saul przedstawia obraz życia współczesnych nowobogackich Amerykanów.

## Jako eseista
Jego eseje filozoficzne rozpoczęły się trylogią, na którą składają się bestseller Voltaire’s Bastards (Bękarty Woltera: dyktat rozumu na Zachodzie), polemiki filozoficzne Doubter’s Companion: A Dictionary of Aggressive Common Sense, i książka, która wyrosła z jego 1995 Massey Lectures, The Unconscious Civilization (Nieświadoma cywilizacja). The Unconscious Civilization zdobyła nagrodę Gubernatora Generalnego Kanady dla Literatury Faktu w 1996 roku.
Jego książki, odnoszą się do takich tematów jak dyktat rozumu niezrównoważonego przez inne ludzkie wartości, i jak może być on wykorzystywany do różnych celów, zwłaszcza w państwie, które wynagradza dążenie do władzy jako wartość samą w sobie. Saul argumentuje, że prowadzi to do deformacji pojęć takich jak ideologia, która jest przedstawiana jako prawda; racjonalnych, ale antydemokratycznych struktur korporacjonizmu, przez co rozumie kult małych grup; i użycia języka i wiedzy w celu ukrycia potocznego zrozumienia szkody, którą to wyrządza, oraz ukrycia innych wyborów dla społeczeństwa. Twierdzi, że wzrost znaczenia indywidualizmu, z pominięciem roli społeczeństwa, nie stworzył większej indywidualnej autonomii i samostanowienia, jak kiedyś miano nadzieję, lecz izolację i alienację. Nawołuje do dążenia do bardziej humanistycznego ideału, gdzie racjonalność jest zrównoważona innymi ludzkimi przymiotami, takimi jak zdrowy rozsądek, etyka, intuicja, kreatywność i pamięć, w imię wspólnego dobra, i przedstawia znaczenie nieskrępowanego języka.

## Inne
John Ralston Saul jest współprzewodniczącym Instytutu Obywatelstwa Kanadyjskiego (Institute for Canadian Citizenship – ICC), który zachęca nowych Kanadyjczyków do aktywności obywatelskiej. Jest patronem i byłym prezesem kanadyjskiego Pen Clubu. Jest także założycielem i honorowym przewodniczącym “Francuskiego dla Przyszłości” (French for the Future), organizacji, która zachęca do dwujęzycznej francusko-angielskiej edukacji, przewodniczącym rady doradczej serii wykładów “LaFontaine-Baldwin Symposium”. Jest też patronem Planned Lifetime Advocacy Network (PLAN – organizacji zajmującej się osobami niepełnosprawnymi). On jest też Companion w Order Kanady (1999), i Kawaler w Order Sztuki i Literatury francuskie (1996). Od 1999 do 2006 roku, gdy jego żona Adrienne Clarkson była Gubernatorem Generalnym Kanady, pełnił funkcję vice-królewskiego małżonka. Poświęcił wtedy wiele czasu na kwestie wolności słowa, ubóstwa, edukacji publicznej i dwujęzyczności.

## PEN Club
Saul został wybrany na prezesa Pen Clubu na okres trzech lat na dorocznym kongresie PEN Clubu w Linzu, w Austrii, w październiku 2009. Podczas kampanii argumentował na rzecz ginących języków i kultur, twierdząc, że ostateczną formą zniesienia wolności słowa jest utrata języka. Zwrócił szczególną uwagę na zagrożone rodzime języki. Wezwał do dalszej decentralizacji PEN Clubu, który ma 144 ośrodki w 102 krajach.
Saul twierdzi, że literatura i wolność słowa są tym samym; nie można posiadać jednego bez drugiego. Saul zeznawał w Komisji Praw Człowieka Parlamentu Europejskiego w sprawie utraty wolności słowa w Tunezji, wygłosił prezentację przed Europejską Rada ds. Uchodźców na Wygnaniu i opublikował esej o pisarzach na wygnaniu, który został przetłumaczony na kilka języków.

## Wybrane książki

### Fikcja literacka
- The Birds of Prey (Drapieżne Ptaki) (1977)
- Baraka (1983)
- The Next Best Thing (1986)
- The Paradise Eater (1988)
- De si bons Américains (1994)

### Literatura faktu
- Voltaire’s Bastards: The Dictatorship of Reason in the West (Bękarty Woltera: dyktat rozumu na Zachodzie) (1992)
- The Doubter’s Companion: A Dictionary of Aggressive Common Sense (1994)
- The Unconscious Civilization (Nieświadoma cywilizacja) (1995)
- Le Citoyen dans un cul-de-sac?: Anatomie d’une société en crise (1996)
- Reflections of a Siamese Twin: Canada at the End of the Twentieth Century (1997)
- On Equilibrium: Six Qualities of the New Humanism (O równowadze: sześć cech nowego humanizmu) (2001)
- The John W. Holmes Memorial Lecture (2004)
- The Collapse of Globalism and the Reinvention of the World (Upadek globalizmu i ponowne wymyślenie świata) (2005)
- Joseph Howe and the Battle for Freedom of Speech (2006)
- A Fair Country: Telling Truths About Canada (2008)
- Louis-Hippolyte LaFontaine and Robert Baldwin (2010)